# 307P/LINEAR
La comète LINEAR, officiellement 307P/LINEAR, est une comète périodique du système solaire, découverte le 24 août 2000 par le programme LINEAR.